# صدا (فیلم ۱۹۹۲)
صدا (فرانسوی: La voix‎) فیلمی در ژانر درام است که در سال ۱۹۹۲ منتشر شد. از بازیگران آن می‌توان به دومینیک زاردی، لائورا مورانته، و ناتالی بی اشاره کرد.